# Selenicereus spinulosus
Selenicereus spinulosus és una espècie fanerògama que pertany a la família de les cactàcies (Cactaceae).

## Descripció
Selenicereus spinulosus és una planta perenne carnosa enfiladissa o creix com una liana. Les nombroses tiges de color verd clar i brillants fan entre 4 i 5 m de llarg i tenen un diàmetre d'1 a 2 cm. D'elles neixen nombroses arrels aèries. Les arèoles se situen entre 1,5 i 2,5 cm entre elles a les 4 a 6 costelles de vores afilades. Les espines són marrons i còniques fan 1 mm de llarg. Hi ha una columna central i de 6 a 7 espines radials.
Les flors lleugerament rosades a blanques fan de 10 a 12,5 centímetres de llarg i aconsegueixen un diàmetre de 7 a 8,5 centímetres. El seu hipant i el tub de la flor són gairebé sense escates, però estan coberts d'espines. No se'n descriuen de fruits.

## Distribució
És endèmica de Chiapas, Hidalgo, Oaxaca, l'estat de San Luis Potosí i Veracruz a Mèxic i als Estats Units a Texas. És una espècie rara en la vida silvestre.

## Taxonomia
Selenicereus hamatus va ser descrita per (DC.) Britton i Rose i publicat a Contributions from the United States National Herbarium 12(10): 430. 1908-1909[1909]. (21 de juliol de 1909).
Etimologia
Selenicereus: nom genèric es deriva del grec Σελήνη (Selene), la deessa de la lluna i cereus, que significa 'espelma' en llatí, en referència a les flors nocturnes.
spinulosus: epítet llatí que significa "amb petites espines" i fa referència a les espines de les tiges.
Sinonímia
- Cereus spinulosus DC.
- Mediocactus spinulosus (DC.) Doweld
- Selenicereus pseudospinulosus Weing.[3]